# Kế hoạch Vance
Kế hoạch Vance (tiếng Croatia: Vanceov plan, tiếng Serbia: Vensov plan) là một kế hoạch đàm phán bởi cựu Bộ trưởng Ngoại giao Hoa Kỳ Cyrus Vance vào tháng 11 năm 1991 trong Chiến tranh giành độc lập Croatia. Khi đó, Vance là Đặc phái viên của Tổng Thư ký Liên Hiệp Quốc và được Herbert Okun hỗ trợ trong quá trình đàm phán. Mục đích của kế hoạch là để thực hiện một lệnh ngừng bắn, phi quân sự hóa các khu vực của Croatia nằm dưới sự kiểm soát của người Serb và Quân đội Nhân dân Nam Tư (JNA), cho phép người tị nạn hồi hương và tạo điều kiện thuận lợi cho đàm phán về một giải pháp chính trị lâu dài cho các cuộc xung đột xảy ra sau khi Nam Tư tan rã.
Kế hoạch Vance bao gồm hai phần. Thỏa thuận đầu tiên, được gọi là Hiệp định Geneva, được ký kết bởi Bộ trưởng Quốc phòng Nam Tư, Veljko Kadijević, Tổng thống Serbia Slobodan Milošević và Tổng thống Croatia Franjo Tuđman tại Geneva, Thụy Sĩ vào ngày 23 tháng 11 năm 1991. Vì thỏa thuận ngừng bắn vào thời điểm đó không được duy trì, các cuộc đàm phán tiếp theo dẫn đến Thỏa thuận Sarajevo vào ngày 2 tháng 1 năm 1992. Thỏa thuận này được ký kết tại Sarajevo, Bosnia và Herzegovina, bởi Andrija Rašeta và Bộ trưởng Quốc phòng Croatia Gojko Šušak, đưa ra một lệnh ngừng bắn kéo dài hơn, do Lực lượng Bảo vệ Liên hợp quốc (UNPROFOR) giám sát. Các bên đã thất bại trong việc thực hiện hoàn toàn các vấn đề chính của kế hoạch Vance.

## Bối cảnh
Vào tháng 8 năm 1990, một cuộc nổi dậy diễn ra ở Croatia,  tập trung ở các khu vực người Serb chiếm đa số ở Dalmatian xung quanh thành phố Knin, một phần khu vực Lika, Kordun và Banovina, cũng như một số khu vực ở miền đông Croatia. Những khu vực này sau đó được tuyên bố là Cộng hòa Serbia Krajina (RSK). Sau khi RSK tuyên bố ý định thống nhất với Serbia, Chính phủ Croatia tuyên bố RSK là một tổ chức nổi dậy. Đến tháng 3 năm 1991, xung đột leo thang, dẫn đến Chiến tranh giành độc lập của Croatia. Tháng 6 năm 1991, Croatia tuyên bố độc lập sau khi Nam Tư tan rã. Croatia và RSK tạm hoãn tuyên bố độc lập ba tháng, cho đến ngày 8 tháng 10.
Vệ binh quốc gia Croatia (tiếng Croatia: Zbor narodne garde, ZNG) được thành lập vào tháng 5 năm 1991. Nguyên nhân là bởi vì Quân đội Nhân dân Nam Tư (tiếng Serbia-Croatia: Jugoslovenska Narodna Armija,JNA) ngày càng ủng hộ RSK và Cảnh sát Croatia đã không thể đối phó được. Vào tháng 11 cùng năm, ZNG được đổi tên thành Quân đội Croatia (tiếng Croatia: Hrvatska vojska, HV). Việc thành lập quân đội của Croatia bị cản trở bởi lệnh cấm vận vũ khí của Liên hợp quốc vào tháng 9. Những tháng cuối năm 1991 chứng kiến cuộc giao tranh ác liệt nhất, đỉnh điểm là Trận Barracks, Cuộc vây hãm Dubrovnik, và Trận Vukovar.

## Hiệp định Geneva
Kế hoạch Vance là kết quả những nỗ lực của phái đoàn ngoại giao do Cyrus Vance, cựu Ngoại trưởng Hoa Kỳ, Đặc phái viên của Tổng thư ký Liên hợp quốc đứng đầu, hỗ trợ bởi Herbert Okun và Marrack Goulding. Phái bộ được gửi đến Nam Tư nhằm mục đích đàm phán chấm dứt các hành động thù địch ở Croatia vào cuối năm 1991. Kế hoạch đề xuất ngừng bắn, bảo vệ dân thường tại các khu vực được chỉ định là Khu bảo về của Liên hợp quốc và khu vực hoạt động gìn giữ hòa bình của Liên hợp quốc ở Croatia.
Kế hoạch lần đầu tiên được trình lên Tổng thống Serbia, Slobodan Milošević. Milošević nhận thấy kế hoạch hoàn toàn có thể chấp nhận được và hứa rằng sẽ đảm bảo lãnh đạo RSK ủng hộ. Nguyên nhân ông tán thành kế hoạch này vì nó đã đảm bảo duy trì lợi ích lãnh thổ của người Serb năm 1991, giữ lại quyền quản lý của người Serb tại các khu vực lực lượng gìn giữ hòa bình triển khai ở Croatia và cho phép JNA chuyển trọng tâm sang Bosnia và Herzegovina. Sau đó, Vance đã gặp Bộ trưởng Quốc phòng Nam Tư,Veljko Kadijević, người cũng tán thành kế hoạch và dường như đã được Milošević thúc giục làm như vậy. Sau khi kế hoạch được Tổng thống Croatia Franjo Tuđman chấp nhận, hiệp định Genève được Tuđman, Milošević và Kadijević ký kết tại Genève, Thụy Sĩ, vào ngày 23 tháng 11 năm 1991. Hiệp định là điều kiện tiên quyết để triển khai lực lượng gìn giữ hòa bình của Liên hợp quốc, bao gồm bốn điều khoản; chấm dứt việc Croatia phong tỏa doanh trại JNA, rút nhân viên và thiết bị của JNA khỏi Croatia, thực hiện lệnh ngừng bắn và tạo điều kiện thuận lợi cho viện trợ nhân đạo.
Các bên tham gia hiệp định cũng đồng ý triển khai phái bộ gìn giữ hòa bình của Liên hợp quốc tại Croatia, phái bộ này sau đó đã được ủy quyền thông qua Nghị quyết 721 ngày 27 tháng 11 của Hội đồng Bảo an Liên hợp quốc sau yêu cầu chính thức về việc triển khai lực lượng gìn giữ hòa bình do chính phủ Nam Tư đệ trình một hôm trước đó.
Kế hoạch Vance đã được phê duyệt theo Nghị quyết 721 của Hội đồng Bảo an Liên hợp quốc như một phần trong Báo cáo của Tổng thư ký Liên hợp quốc được đệ trình ngày 11 tháng 12, theo Nghị quyết 724 ngày 15 tháng 12 của Hội đồng Bảo an Liên hợp quốc. Nghị quyết đó xác định rằng các điều kiện cần thiết để triển khai lực lượng gìn giữ hòa bình vẫn chưa được đáp ứng. Thay vào đó, LHQ đã triển khai 50 sĩ quan liên lạc để chuẩn bị nhiệm vụ trong khi giao tranh vẫn tiếp diễn trong suốt năm 1991. Việc phong tỏa doanh trại của JNA trong lãnh thổ do HV kiểm soát vẫn được duy trì cho đến tháng 12 năm 1991.
Trong vòng 10 ngày cuối cùng của cuộc họp, Vance đã đàm phán một thỏa thuận ngừng bắn khác như một thỏa thuận tạm thời. Trở ngại cuối cùng đối với thỏa thuận đã được gỡ bỏ khi Tuđman đồng ý dỡ bỏ việc phong tỏa các doanh trại JNA còn lại trên lãnh thổ do HV nắm giữ vào ngày 25 tháng 12. Điều này đáp ứng các điều kiện của Kadijević về việc thực hiện lệnh ngừng bắn, và Milošević tuyên bố ông không phản đối kế hoạch vào ngày 31 tháng 12.

## Thỏa thuận Sarajevo
Thỏa thuận cuối cùng còn được gọi là kế hoạch Vance, Thỏa thuận Implementation, hoặc Thỏa thuận Sarajevo (tiếng Croatia: Sarajevski sporazum). Việc triển khai lực lượng Liên Hợp quốc chỉ có thể thực hiện sau khi các bên chấp nhận rằng thỏa thuận không đại diện cho một thỏa thuận chính trị cuối cùng, từ đó cho phép cả hai bên tuyên bố chiến thắng.
Sau bốn giờ đàm phán, thỏa thuận đã được Bộ trưởng Quốc phòng Croatia Gojko Šušak và Phó chỉ huy trưởng Quân khu 5 JNA, Andrija Rašeta, ký kết tại Sarajevo, vào ngày 2 tháng 1 năm 1992. Đây là thỏa thuận ngừng bắn thứ 15 được ký kể từ khi bắt đầu Chiến tranh giành độc lập Croatia vào ngày 31 tháng 3 năm 1991. Lệnh ngừng bắn về cơ bản đã được thực thi sau khi có hiệu lực lúc 18:00 giờ ngày 3 tháng 1. Chỉ có duy nhất khu vực Dubrovnik nơi JNA giữ các vị trí xung quanh thành phố Dubrovnik và Konavle cho đến tháng 7 năm 1992. Khu vực này không nằm trong lịch trình triển khai gìn giữ hòa bình của Liên hợp quốc. Vào ngày 4 tháng 1, Hải quân Nam Tư rút lui khỏi căn cứ hải quân Lora gần thành phố Split. Vào ngày 5 tháng 1, Imra Agoti, chỉ huy của ZNG, đã ghi nhận 84 hành vi vi phạm lệnh ngừng bắn từ phía người Serb. Vào ngày 7 tháng 1, Không quân Nam Tư đã bắn rơi một máy bay trực thăng của Phái bộ Giám sát Cộng đồng Châu Âu. Ngày hôm sau, Kadijević từ chức Bộ trưởng Quốc phòng và được thay thế bằng Blagoje Adžić.
Kế hoạch Vance được thiết kế để ngăn chặn chiến sự ở Croatia và cho phép các cuộc đàm phán tiếp tục mà không bị ảnh hưởng bởi các hành động thù địch đang diễn ra. Kế hoạch này không đưa ra giải pháp chính trị, và yêu cầu điều động lực lượng gìn giữ hòa bình tới ba khu vực xung đột chính được chỉ định là Khu bảo vệ của Liên hợp quốc (UNPA). Kế hoạch cũng liệt kê các thành phố cụ thể được đưa vào UNPA, nhưng ranh giới chính xác của các UNPA không được phân định rõ ràng. Nhiệm vụ xác định biên giới của từng UNPA được giao cho các sĩ quan liên lạc của LHQ đã triển khai từ trước đó, phối hợp với các cơ quan chức năng địa phương. Các nhà chức trách Nam Tư ban đầu đã yêu cầu triển khai một lực lượng Liên Hợp Quốc dọc theo khu vực giữa khu vực giữa người Serb và Croatia, thể hiện mong muốn lực lượng gìn giữ hòa bình đảm bảo khu vực tiền tuyến. Croatia cũng muốn lực lượng Liên Hợp Quốc triển khai dọc theo biên giới của Croatia. UNPA đã thỏa mãn được yêu cầu của cả hai bên.
| UNPA          | Thành phố       | Ghi chú                            |
| Đông Slavonia | Beli Manastir   | toàn bộ đô thị                     |
| Đông Slavonia | Vukovar         | toàn bộ đô thị                     |
| Đông Slavonia | Osijek          | khu vực phía đông thành phố Osijek |
| Đông Slavonia | Vinkovci        | một số ngôi làng ở phiá đông       |
| Tây Slavonia  | Grubišno Polje  | toàn bộ đô thị                     |
| Tây Slavonia  | Daruvar         | toàn bộ đô thị                     |
| Tây Slavonia  | Pakrac          | toàn bộ đô thị                     |
| Tây Slavonia  | Nova Gradiška   | phần phía tây của đô thị           |
| Tây Slavonia  | Novska          | phần phía đông của đô thị          |
| Krajina       | Benkovac        | toàn bộ đô thị                     |
| Krajina       | Dvor            | toàn bộ đô thị                     |
| Krajina       | Donji Lapac     | toàn bộ đô thị                     |
| Krajina       | Glina           | toàn bộ đô thị                     |
| Krajina       | Gračac          | toàn bộ đô thị                     |
| Krajina       | Knin            | toàn bộ đô thị                     |
| Krajina       | Kostajnica      | toàn bộ đô thị                     |
| Krajina       | Obrovac         | toàn bộ đô thị                     |
| Krajina       | Petrinja        | toàn bộ đô thị                     |
| Krajina       | Slunj           | toàn bộ đô thị                     |
| Krajina       | Titova Korenica | toàn bộ đô thị                     |
| Krajina       | Vojnić          | toàn bộ đô thị                     |
| Krajina       | Vrginmost       | toàn bộ đô thị                     |

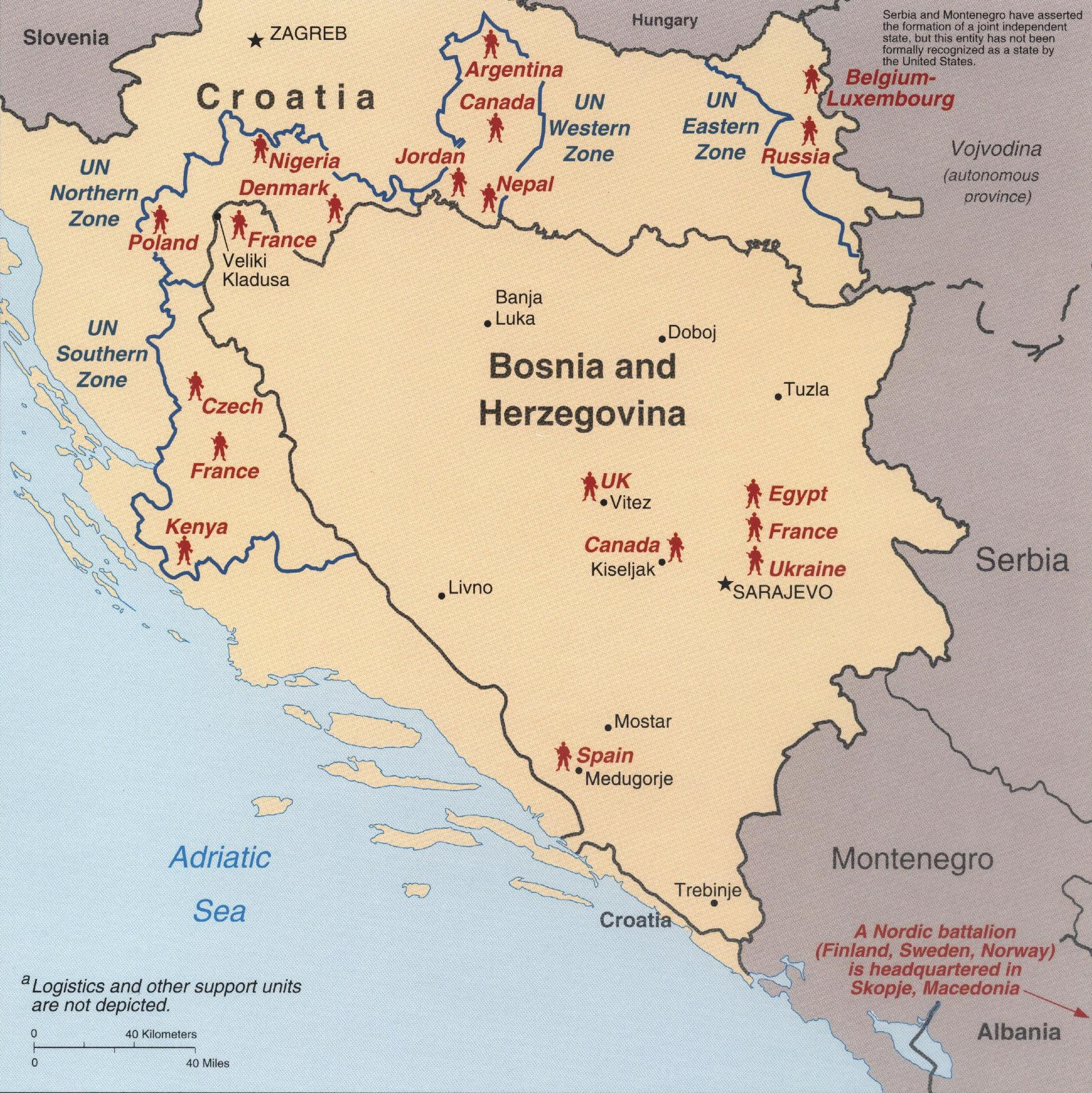
Việc triển khai lực lượng gìn giữ hòa bình của Liên hợp quốc dựa trên kế hoạch Vance

UNPROFOR được giao nhiệm vụ tạo ra các vùng đệm giữa các bên, giải giáp quân đội Lực lượng Phòng vệ Lãnh thổ người Serb ở Croatia, giám sát việc rút quân của JNA và HV khỏi UNPA, và đưa người tị nạn hồi hương. Nghị quyết 743 ngày 21 tháng 2 năm 1992 của Hội đồng Bảo an Liên hợp quốc mô tả cơ sở pháp lý của phái bộ Liên hợp quốc, được yêu cầu và đồng ý vào tháng 11 năm 1991, mà không viện dẫn Chương VI hoặc Chương VII của Hiến chương Liên hợp quốc. Thay vào đó, nghị quyết đề cập đến Chương VIII của Hiến chương Liên hợp quốc, dự báo việc thực thi thông qua các thỏa thuận hoặc cơ quan khu vực sau khi được Hội đồng Bảo an Liên hợp quốc cho phép.
Chủ tịch RSK Milan Babić từ chối tán thành kế hoạch và Milošević đã triệu tập Babić đến Belgrade, nơi ông cùng các chỉ huy JNA và các nhà lãnh đạo người Serb ở Bosnia đã cố gắng thuyết phục Babić thay đổi ý định trong một cuộc họp kéo dài 70 giờ. Mặc dù không thuyết phục được Babić, Milošević đã sắp xếp để quốc hội RSK thông qua kế hoạch. Những người ủng hộ Babić và Milošević đã tổ chức hai phiên họp quốc hội riêng biệt — mỗi nhóm tuyên bố chiến thắng. Vào ngày 27 tháng 2, Babić bị cách chức chủ tịch RSK sau sự can thiệp của Milošević và Goran Hadžić lên thay thế. Babić phản đối vì cho rằng việc chấp nhận kế hoạch Vance và việc UNPROFOR thay thế JNA sẽ thể hiện sự chấp nhận trên thực tế về chủ quyền của Croatia đối với lãnh thổ do RSK nắm giữ bởi kế hoạch Vance coi RSK  như một phần lãnh thổ của Croatia. Croatia coi UNPA là một phần của Croatia và phản đối bất kỳ sự công nhận chính thức nào đối với RSK, cũng như lo sợ RSK sẽ sử dụng sứ mệnh của LHQ để củng cố quyền lực của chính mình trong các UNPA. Các nhà chức trách Croatia cho rằng các bên duy nhất của Kế hoạch Vance là các cơ quan có thẩm quyền ở Belgrade, LHQ và Croatia.

## Hậu quả

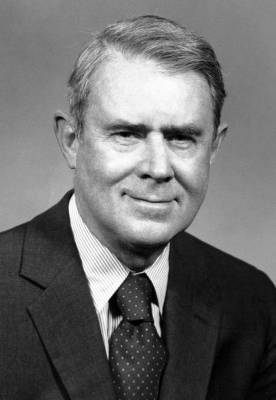
Cyrus Vance, tác giả của kế hoạch Vance

Bất chấp Hiệp định Geneva yêu cầu rút nhân viên và thiết bị của JNA khỏi Croatia ngay lập tức, JNA vẫn không rời đi trong vòng bảy đến tám tháng. Cuối cùng khi rút lui, JNA đã để lại trang bị cho lực lượng RSK. Lệnh ngừng bắn ngày 2 tháng 1 cho phép JNA giữ lại các vị trí ở Đông và Tây Slavonia, vốn đang trên bờ vực sụp đổ của quân đội. Do các vấn đề về tổ chức và vi phạm thỏa thuận ngừng bắn trước đó, phải đến ngày 8 tháng 3 UNPROFOR mới bắt đầu hoạt động và mất hai tháng để triển khai trên tất cả UNPA. Mặc dù hầu hết vũ khí hạng nặng của RSK đã được đặt vào các kho khí tài do LHQ và RSK cùng kiểm soát vào tháng 1 năm 1993, lực lượng gìn giữ hòa bình đã không thể thực hiện một số điều khoản của kế hoạch Vance, chẳng hạn như việc giải giáp dân quân RSK, hồi hương người tị nạn, khôi phục quyền lực dân sự và thành lập lực lượng cảnh sát hỗn hợp sắc tộc. Quân đội RSK được cải tổ thành lực lượng cảnh sát trong khi cuộc thanh trừng sắc tộc ở một số khu vực do lực lượng này kiểm soát vẫn tiếp tục. UNPROFOR buộc phải ngăn cản sự trở lại của những người tị nạn vì điều kiện an ninh kém. Không có nỗ lực nào được thực hiện để thành lập một lực lượng cảnh sát hỗn hợp sắc tộc. UNPROFOR cũng không thể loại bỏ lực lượng RSK khỏi các khu vực ngoài UNPA mà nằm dưới sự kiểm soát của RSK khi thỏa thuận ngừng bắn được ký kết. Điều này đã khiến các khu vực trên trở thành nguồn căng thẳng chính giữa Croatia và RSK.
Năm 1993, lo lắng tình hình hiện tại có thể kéo dài vĩnh viễn, Croatia đã tiến hành một số hoạt động quân sự quy mô nhỏ chống lại RSK để chiếm giữ các mục tiêu quan trọng và thu hút sự chú ý của quốc tế. Đáp lại, quân đội RSK đã lấy vũ khí từ các kho khí tài do UN và RSK cùng kiểm soát, đảo ngược thành công của UNPROFOR. Vào tháng 3 năm 1995, phái bộ UNPROFOR bị chấm dứt sau những nỗ lực của Đại sứ Hoa Kỳ Richard Holbrooke. Chiến dịch khôi phục niềm tin Liên hợp quốc (United Nations Confidence Restoration Operation in Croatia, được viết tắt là UNCRO) sau đó đã được triển khai tới Croatia với nhiệm vụ mới. Cuối năm đó, phần lớn lãnh thổ do RSK kiểm soát đã bị HV chiếm giữ trong Chiến dịch Flash và Chiến dịch Storm, một điều đã được Babić lường trước khi phản đối kế hoạch Vance vào năm 1991. Croatia đã giành lại các khu vực còn lại do RSK nắm giữ sau Thỏa thuận Erdut được đàm phán giữa các nhà chức trách Croatia và Serbia vào ngày 12 tháng 11 năm 1995.